# ハサン・アリー・ミールザー・ハーン
ハサン・アリー・ミールザー・ハーン（Hassan Ali Mirza Khan, 1846年8月25日 - 1906年12月25日）は、東インドのムルシダーバード太守 （在位：1882年 - 1906年）。ライス・ウッダウラ（Rais ud-Daula）とも呼ばれる。

## 生涯
1846年8月25日、ベンガル太守マンスール・アリー・ハーンの長男として生まれた。
1880年11月1日、父マンスール・アリー・ハーンは退位したが、その際にベンガル太守の称号を放棄せねばならず、息子ハサン・アリー・ミールザー・ハーンが継いだのは単なる家長の位にすぎなかった。
1882年2月17日、ハサン・アリー・ミールザー・ハーンは新たにムルシダーバード太守の称号を採用し、1883年3月27日にハザールダウリー宮殿で即位式を行った。
結局、1891年3月21日にイギリスはこのムルシダーバード太守の称号は認め、ハサン・アリー・ミールザー・ハーンの地位は確固となった。
1906年12月25日、ハサン・アリー・ミールザー・ハーンは死亡し、息子のワーシフ・アリー・ハーンが太守位を継承した。